# Mostuea brunonis
Mostuea brunonis är en tvåhjärtbladig växtart som beskrevs av Ferdinand Didrichsen. Mostuea brunonis ingår i släktet Mostuea och familjen Gelsemiaceae.

## Underarter
Arten delas in i följande underarter:
- M. b. fusiformis
- M. b. obcordata